# Biointensive agriculture
生物密集型農業是一種有機農業系統，其主要目標是在保持土壤肥力的同時，在最小的土地面積上實現最大的收益，並增加生物多樣性。 該方法的目標是實現長期的可持續性，尤其適用於發展中國家的家庭菜園和小農場，也在小型商業農場上得到成功應用。